# Ústřední hřbitov Slezská Ostrava
Ústřední hřbitov Slezská Ostrava je největší a nejvýznamnější hřbitov v Ostravě. Nachází se ve východní části   města, ve Slezské Ostravě, na adrese Těšínská 105.

## Historie
Původní hřbitov byl založen spolu s kostelem svatého Josefa, vystavěného v letech 1780 až 1783, a sloužil jako hlavní pohřebiště pro Slezskou Ostravu.
Město Ostrava pak v této lokalitě zřídilo nový městský ústřední hřbitov roku 1961 jako náhradu za rušený hřbitov v městské části Moravská Ostrava. Nové pohřebiště vznikalo na poddolovaném území směrem od původního hřbitova směrem do svahu. Současně bylo rozhodnuto o výstavbě nového krematoria, které mělo nahradit původní ostravské krematorium (autor Vlastislav Hofman). Jeho výstavba byla přerušována kvůli různým potížím, zejména pro poddolování celé oblasti, trvala devět let a krematorium tak bylo otevřeno až v listopadu roku 1970.
Nachází se zde několik památníků obětem hornických neštěstí či mrtvých při hornických stávkách, obětí druhé světové války a komunistického režimu v Československu.

## Osobnosti pohřbené na tomto hřbitově
- Antonín Mládek (1819–1879) – báňský ředitel, horní rada
- Josef Hýbner (1839–1927) – báňský odborník
- Petr Cingr (1850–1920), publicista, politik, organizátor odborového hnutí, poslanec
- Vladislav Gajda (1925–2010) – sochař, medailér, plastik a kreslíř
- Robert Vítek (1871–1945) – architekt a stavitel
- Alois Sprušil (1872–1946) – správce sbírek ostravského Domu umění, sběratel umění
- Jan Prokeš (1873–1935) – redaktor, politik, starosta Moravské Ostravy
- Jan Folprecht (1873–1952) – geolog a báňský odborník
- Bohumil Malý (1873–1950) – lékař pro choroby plicní
- Zikmund Witt (1875–1942) – advokát, poslanec a senátor, oběť nacismu (kenotaf)
- Edvard Rund (1879–1931) – hudební pedagog, sbormistr a skladatel
- Otakar (1881–1948) a Oldřich (1888–1977) Špačkovi – stavitelé
- Rudolf Tlapák (1884–1940) – pedagog, kulturní a osvětový pracovník, oběť nacismu
- Augustin Handzel (1886–1952) – sochař
- Vojtěch Martínek (1887–1960) – spisovatel, pedagog a osvětový pracovník
- František Čechura (1887–1974) – vysokoškolský pedagog a rektor VŠB
- František Kolář (1890–1969) – architekt a stavitel
- Jan Šoupal (1892–1964) – sbormistr a hudební pedagog
- Václav Šusta (1892–1953) – báňský odborník, geolog a paleontolog
- Vladimír Kristin (1894–1970) – malíř
- František Slabihoudek (1897–1963) – lékař, primář plicního oddělení, univerzitní pedagog
- Antonín Kozina (1900–1970) – vysokoškolský pedagog a vědecký pracovník
- Evžen Čížek (1904–1942) – plukovník čs. letectva, účastník zahraničního odboje (kenotaf)
- Rudolf Kubín (1909–1973) – violoncellista a hudební skladatel
- Evžen Friedl (1909–1954) – architekt
- Anna Friedlová-Kanczucká (1913–2004) – architektka
- Alois Sivek (1920–1971) – vysokoškolský pedagog a literární vědec
- Josef Kobr (1920–1999) – operetní herec a režisér
- Miloš Sýkora (1920–1945) – zachránce mostu spojujícího Moravskou a Slezskou Ostravu
- Jaroslav Miska (1921–1975) – generální ředitel OKD
- Ivo Stolařík (1923–2010) – muzikolog, etnograf a pedagog
- Saša Lichý (1925–1986) – herec, režisér a dramatik
- Rudolf Otava (1927–1986) – generální ředitel koncernu OKD
- Jan Kasper (1932–2006) – hokejista a trenér
- Mečislav Borák (1945–2017) – vysokoškolský pedagog, historik
- Josef (Pepa) Streichl (1949–2013) – bluesový a folkový písničkář